# Лілі Томлін
Мері Джин Томлін, відома як Лілі Томлін (англ. Lily Tomlin) — американська акторка, сценаристка та феміністка. 

## Життєпис
Народилась 1 вересня 1939 року, у місті Детройт, в родині Ліллі Мей (до шлюбу Форд; 14 січня 1914 – 12 липня 2005), домогосподарки та помічниці медсестри, і Гая Томліна (3 березня, 1913 – 24.10.1970), робітника фабрики. У неї є молодший брат Річард Томлін. Батьки Томлін були південними баптистами, які переїхали до Детройта з Педуки, штат Кентуккі, під час Великої депресії. 
У 1957 році закінчила Технічну середню школу Касс. Навчалася в Університеті Вейна і спочатку вивчала біологію. Пішла на прослуховування для п’єси, це викликало у неї інтерес до театральної кар’єри, і вона змінила спеціальність.  
Є лесбійкою.  

## Вибіркова фільмографія
- Пізнє шоу (1977)
- Жінка, що неймовірно зменшується (1981)
- Моє друге я (1984)
- Великий бізнес (1988)
- Гравець (1992)
- Короткі історії (1993)
- Зі зневірою в особі (1995)
- Біда біду тягне (1996)
- Як привиди поцупили Різдво (Цілком таємно) (1999)
- По шматочках (2000)
- Країна чудіїв (2002)
- Ескорт для дам (2007)
- Рожева пантера 2 (2009)
- Іспит для двох (2013)
- Людина-павук: Навколо всесвіту (2018)

## Нагороди
- Премія Греммі (1972)
- Премія Тоні (1977, 1986)